# FIFA-Klub-Weltmeisterschaft 2011

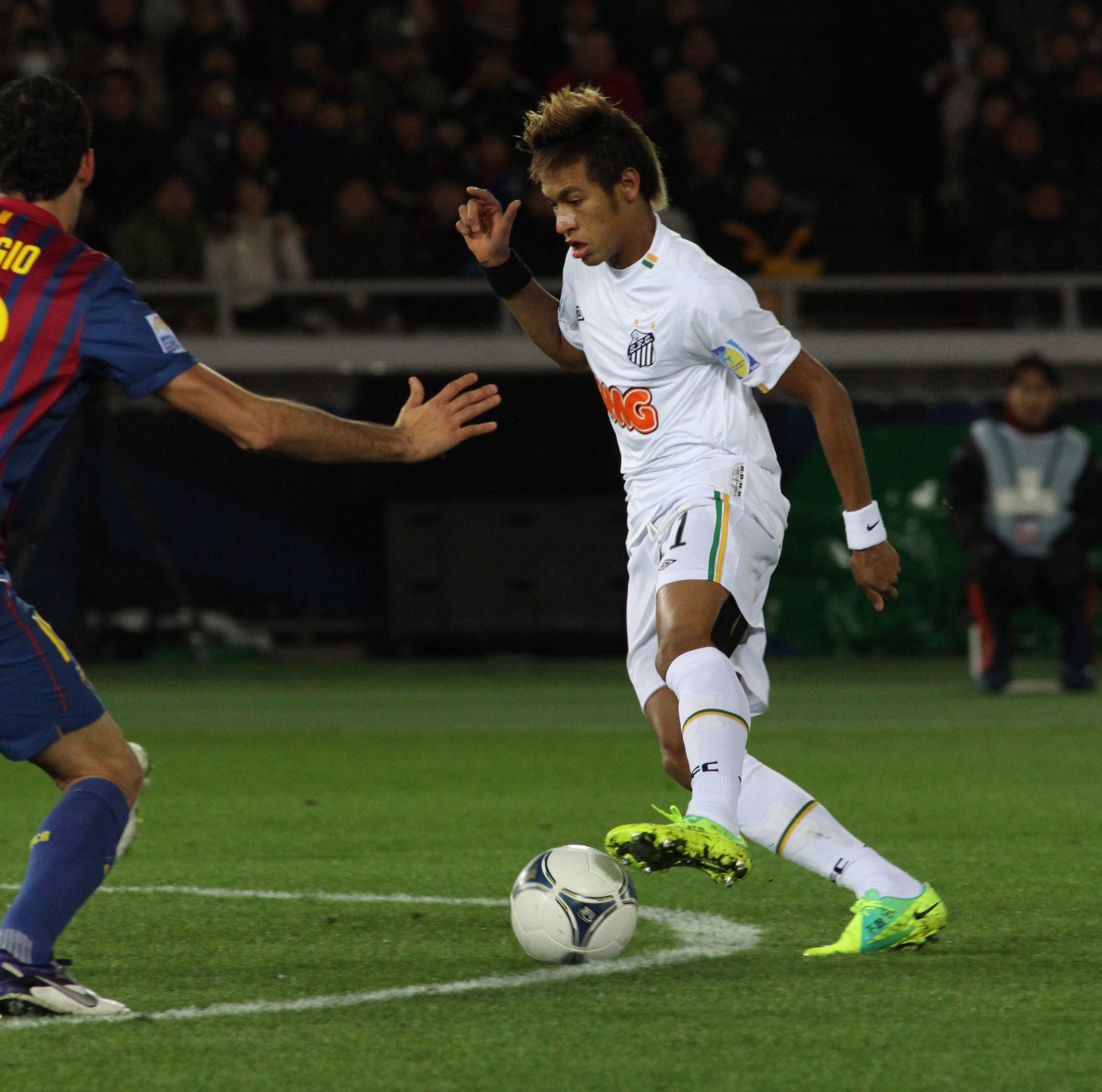
Neymar im Finale des Turniers

Die FIFA-Klub-Weltmeisterschaft 2011 (engl.: FIFA Club World Cup 2011) war die achte Austragung dieses weltweiten Fußballwettbewerbs für Vereinsmannschaften und fand vom 8. bis 18. Dezember zum fünften Mal in Japan statt, das bereits in den Jahren 2005 bis 2008 Gastgeber war. Mit dem FC Barcelona, 2009 erstmals Sieger des Wettbewerbs, gewann zum fünften Mal in Folge eine europäische Mannschaft den Titel.

## Modus
Gegenüber dem seit 2007 geltenden Austragungsmodus gab es keine Änderungen. Das Turnier wurde mit sieben Teilnehmern ausgetragen. Neben den sechs Siegern der kontinentalen Meisterwettbewerbe auf Klubebene aus Asien, Afrika, der CONCACAF-Zone, Südamerika, Europa und Ozeanien auch der Meister des Gastgeberlandes, der ein Ausscheidungsspiel gegen den Sieger der OFC Champions League zu bestreiten hatte. Dessen Sieger spielte mit den Vertretern Afrikas, Asiens und der CONCACAF zwei Teilnehmer am Halbfinale aus. Für dieses waren die Teams aus Europa und Südamerika wie bisher gesetzt und bestritten nur je zwei Spiele. Gespielt wurde wie gehabt im K.-o.-System. In elf Tagen fanden acht Spiele statt.

## Spielstätten
| Toyota |

| Yokohama |

| Toyota |

| Yokohama |

## Teilnehmer
| Klub                | Qualifikation                     | Kontinentalverband   |
| ------------------- | --------------------------------- | -------------------- |
| al-Sadd Sports Club | AFC Champions League 2011         | AFC                  |
| FC Barcelona        | UEFA Champions League 2010/11     | UEFA                 |
| CF Monterrey        | CONCACAF Champions League 2010/11 | CONCACAF             |
| Espérance Tunis     | CAF Champions League 2011         | CAF                  |
| FC Santos           | Copa Libertadores 2011            | CONMEBOL             |
| Auckland City FC    | OFC Champions League 2010/11      | OFC                  |
| Kashiwa Reysol      | J. League Division 1 2011         | AFC (Meister Japans) |

## Das Turnier im Überblick
| Spiel              | Datum        | Ortszeit  | Stadion        | Mannschaft 1        | Ergebnis                        | Mannschaft 2        |
| ------------------ | ------------ | --------- | -------------- | ------------------- | ------------------------------- | ------------------- |
| Ausscheidungsspiel | 8. Dezember  | 19:45 Uhr | Toyota-Stadion | Kashiwa Reysol      | 2:0 (2:0)                       | Auckland City FC    |
| Viertelfinale      | 11. Dezember | 16:00 Uhr | Toyota-Stadion | Espérance Tunis     | 1:2 (0:1)                       | al-Sadd Sports Club |
| Viertelfinale      | 11. Dezember | 19:30 Uhr | Toyota-Stadion | Kashiwa Reysol      | 1:1 n. V. (1:1, 0:0), 4:3 i. E. | CF Monterrey        |
| Spiel um Platz 5   | 14. Dezember | 16:30 Uhr | Toyota-Stadion | CF Monterrey        | 3:2 (2:1)                       | Espérance Tunis     |
| Halbfinale         | 14. Dezember | 19:30 Uhr | Toyota-Stadion | Kashiwa Reysol      | 1:3 (0:2)                       | FC Santos           |
| Halbfinale         | 15. Dezember | 19:30 Uhr | Nissan-Stadion | al-Sadd Sports Club | 0:4 (0:2)                       | FC Barcelona        |
| Spiel um Platz 3   | 18. Dezember | 16:30 Uhr | Nissan-Stadion | Kashiwa Reysol      | 0:0, 3:5 i. E.                  | al-Sadd Sports Club |

### Finale
| FC Santos                                                   | FC Santos | FC Barcelona | FC Barcelona | Aufstellung                              |
| ----------------------------------------------------------- | --- | --- | ------------ | ---------------------------------------- |
| FC Santos                                                   | \| 18. Dezember 2011 um 19:30 Uhr in Yokohama (Nissan-Stadion) \| \| Ergebnis: 0:4 (0:3) \| \| Zuschauer: 68.166 \| \| Schiedsrichter: Ravshan Ermatov ( Usbekistan) 1 \|  | \| 18. Dezember 2011 um 19:30 Uhr in Yokohama (Nissan-Stadion) \| \| Ergebnis: 0:4 (0:3) \| \| Zuschauer: 68.166 \| \| Schiedsrichter: Ravshan Ermatov ( Usbekistan) 1 \|                                                             | FC Barcelona | Aufstellung FC Santos gegen FC Barcelona |
| FC Santos                                                   | Rafael – Edu Dracena , Durval, Léo, Bruno Rodrigo – Danilo (30. Elano), Henrique, Arouca, Ganso (83. Ibson) – Borges (79. Alan Kardec), Neymar Cheftrainer: Muricy Ramalho | Víctor Valdés – Dani Alves, Carles Puyol (85. Andreu Fontàs), Gerard Piqué (56. Javier Mascherano), Éric Abidal – Sergio Busquets – Xavi, Thiago (79. Pedro) – Cesc Fàbregas, Lionel Messi, Andrés Iniesta Cheftrainer: Pep Guardiola | FC Barcelona | Aufstellung FC Santos gegen FC Barcelona |
| FC Santos                                                   | 0:1 Lionel Messi (17.) 0:2 Xavi (24.) 0:3 Cesc Fàbregas (45.) 0:4 Lionel Messi (82.)                                                                                       | | FC Barcelona | Aufstellung FC Santos gegen FC Barcelona |
| FC Santos                                                   | Ganso (73.), Edu Dracena (74.) | Gerard Piqué (39.), Javier Mascherano (71.) | FC Barcelona | Aufstellung FC Santos gegen FC Barcelona |
| 18. Dezember 2011 um 19:30 Uhr in Yokohama (Nissan-Stadion) | | |              |                                          |
| Ergebnis: 0:4 (0:3)                                         | | |              |                                          |
| Zuschauer: 68.166                                           | | |              |                                          |
| Schiedsrichter: Ravshan Ermatov ( Usbekistan) 1             | | |              |                                          |

### Kader des FC Barcelona
Folgende Spieler standen im 23-Mann-Kader des FC Barcelona:
| 1.           | FC Barcelona |
| ------------ | --- |
| FC Barcelona | - Tor: Oier Olazábal (0 Spiele / 0 Tore), José Manuel Pinto (-), Víctor Valdés (2/0) - Abwehr: Éric Abidal (2/0), Adriano (1/2), Dani Alves (1/0), Andreu Fontàs (1/0), Javier Mascherano (2/0), Maxwell (1/1), Gerard Piqué (1/0), Carles Puyol (2/0) - Mittelfeld: Sergio Busquets (1/0), Cesc Fàbregas (1/1), Andrés Iniesta (2/0), Seydou Keita (1/1), Jonathan dos Santos (-), Thiago (2/0), Xavi (1/1) - Sturm: Isaac Cuenca (1/0), Lionel Messi (2/2), Pedro (2/0), Alexis Sánchez (1/0), David Villa (1/0) - Cheftrainer: Pep Guardiola |

## Schiedsrichter
| Verband  | Schiedsrichter   | Assistenten                                |
| -------- | ---------------- | ------------------------------------------ |
| AFC      | Ravshan Ermatov  | Abduhamidullo Rasulov Bachadyr Kotschkarow |
| AFC      | Yūichi Nishimura | Toshiyuki Nagi Toru Sagara                 |
| CAF      | Noumandiez Doué  | Songuifolo Yeo Djibril Camara              |
| CONCACAF | Joel Aguilar     | William Torres Juan Zumba                  |
| CONMEBOL | Enrique Osses    | Francisco Mondria Carlos Astroza           |
| OFC      | Peter O’Leary    | Jan-Hendrik Hintz Ravinesh Kumar           |
| UEFA     | Nicola Rizzoli   | Renato Faverani Andrea Stefani             |

## Statistik
| Rang | Klub                |
| ---- | ------------------- |
| 1    | FC Barcelona        |
| 2    | FC Santos           |
| 3    | al-Sadd Sports Club |
| 4    | Kashiwa Reysol      |
| 5    | CF Monterrey        |
| 6    | Espérance Tunis     |
| 7    | Auckland City FC    |

| Rang | Spieler              | Klub                | Tore |
| ---- | -------------------- | ------------------- | ---- |
| 1    | Adriano Correia      | FC Barcelona        | 2    |
|      | Lionel Messi         | FC Barcelona        | 2    |
| 3    | Borges               | FC Santos           | 1    |
|      | Danilo               | FC Santos           | 1    |
|      | Oussama Darragi      | Espérance Tunis     | 1    |
|      | Leandro Domingues    | Kashiwa Reysol      | 1    |
|      | Cesc Fàbregas        | FC Barcelona        | 1    |
|      | Khalfan Ibrahim      | al-Sadd Sports Club | 1    |
|      | Seydou Keita         | FC Barcelona        | 1    |
|      | Abdulla Koni         | al-Sadd Sports Club | 1    |
|      | Masato Kudō          | Kashiwa Reysol      | 1    |
|      | Maxwell              | FC Barcelona        | 1    |
|      | Hiram Mier           | CF Monterrey        | 1    |
|      | Khaled Mouelhi       | Espérance Tunis     | 1    |
|      | Yannick N’Djeng      | Espérance Tunis     | 1    |
|      | Neymar               | FC Santos           | 1    |
|      | Aldo de Nigris       | CF Monterrey        | 1    |
|      | Hiroki Sakai         | Kashiwa Reysol      | 1    |
|      | Humberto Suazo       | CF Monterrey        | 1    |
|      | Jun’ya Tanaka        | Kashiwa Reysol      | 1    |
|      | Xavi                 | FC Barcelona        | 1    |
|      | Jesús Eduardo Zavala | CF Monterrey        | 1    |

## Ehrungen

### „adidas“ Goldener Ball
Der „Goldene Ball“ für den besten Spieler des Turniers ging an den Argentinier Lionel Messi von FC Barcelona. Der „Silberne Ball“ ging an den Spanier Xavi auch vom FC Barcelona und der „Bronzene Ball“ an den Brasilianer Neymar vom Finalisten FC Santos.

### FIFA-Fair-Play-Trophäe
Auch den Fair-Play-Preis für sportlich korrektes Auftreten auf und außerhalb des Rasens konnte sich Titelträger FC Barcelona sichern.